# The Negotiator (película 2003)
The Negotiator (en japonés: 交渉人, Kōshōnin?) también conocida como Negotiator, es una película policial para la televisión japonesa dirigida por Takashi Miike en 2003 y que adaptada una novela de Takahisa Igarashi.La película ganó el premio mensual en los 41º. Galaxy Award de Japón para televisión de 2003. 

## Argumento
Tres hombres con cascos de motocicleta después de robar en una tienda de conveniencia abandonan el vehículo de su huida a las afueras de un hospital y retienen en a un grupo de personas como rehenes en el interior del hospital. El inspector Ishida y la capitana Tohno son los agentes encargados de las negociaciones con los secuestradores. Ishida sugiere permitir que los tres criminales escapen con tres médicos como rehenes y que dejen libres a los demás. Una vez hecho esto, el teniente Ando, intenta descubrir por qué los hombres decidieron tomar al hospital y descubre que hay algo más detrás del crimen y que el hospital no fue elegido por casualidad. 

## Reparto
| Actor           | Papel                                  |
| --------------- | -------------------------------------- |
| Hiroshi Mikami  | Inspector Ishida                       |
| Mayu Tsuruta    | Capitana Maiko Tohno                   |
| Shiro Sano      | Teniente Ando                          |
| Ken'ichi Endo   | Empleado de una tienda de conveniencia |
| Masatō Ibu      | Jefe de Ishida                         |
| Renji Ishibashi | Consejero Kanemoto                     |
| Kumi Nakamura   | Sra. Ishida                            |
| Shigemitsu Ogi  | Yuichi Toida                           |
| Tokie Hidari    |                                        |
| Yasuhito Hida   |                                        |
| Osamu Tsuruoka  |                                        |
| Hiroshi Watari  | Vicedirector del Hospital Koide        |
| Oji Osuga       |                                        |
| Kenji Takechi   | SAT                                    |
| Yoji Tanaka     |                                        |

## Otros créditos
- Productores: Takashi Hamano (Wowow), Toshio Kobayashi (Excellent Film)
- Iluminación: Seiichirô Mieno.
- Diseñador de producción (arte): Hisao Inagaki.
- Maquillaje especial: Yûichi Matsui.
- Subdirector: Masato Tanno.
- Asistentes de dirección: Yoshitaka Yamaguchi y Shinjiro Nishimura.
- Efectos de sonido: Kenji Shibasaki.
- CG: OLM Digital.
- Cooperación de producción: Excellent Film.
- Derechos de autor de producción: WOWOW.

## Lanzamiento
The Negotiator se emitió por primera vez en Japón el 17 de agosto de 2003, desde las 20:00 hasta las 21:50, por el programa de televisión Drama W (ドラマW?) de WOWOW. Fue lanzada en VHS y DVD por Pony Canyon en Japón. También fue lanzada en DVD en Estados Unidos por Media Blasters (Tokyo Shock). Los lanzamientos en DVD contaron con algún extra: 
- Comentarios de audio del director Takashi Miike y el productor Takashi Hamano.
- Presentaciones del personal y del elenco.
- Making of.
- Tráiler.

## Música
Takashi Miike volvió a colaborar con el cantante, músico y actor japonés Kōji Kikkawa, esta vez para la creación de un tema musical para su película The Negotiator (Kôshônin). Miike se encargó de escribir la letra y Kikkawa de darle voz y música a la canción que lleva por nombre Milky Way (2003, WOWOW). Que formó parte  del álbum Jellyfish & Chips, lanzado el 21 de agosto de 2003.

## Recepción
Panos Kotzathanasis en una reseña para Asian Movie Pulse, escribió: «Hiroshi Mikami como Shuhei Ishida y Mayu Tsuruta como Maiko Tono presentan a sus personajes de manera convincente, aunque no hay mucho espacio para que los personajes brillen, ya que la historia es la protagonista. Shiro Sano también está muy bien como el teniente Ando, un policía sencillo y en cierto modo, lo contrario a los dos protagonistas.
Por su excelente historia, su impresionante cinematografía e incluso como un raro ejercicio de moderación de Miike, “The Negotiator” definitivamente merece una visita».
Reseña de Oliver Ebisuno para Watching Asia Film Reviews: «Si desea ver a un Takashi Miike que no basa un guion en la extravagancia, la sangre excesiva y los efectos especiales, le recomiendo Negotiator. Es una película policial muy interesante con toques de drama reflexivo».

## Novela
La película está basada en una novela del mismo nombre escrita por Takahisa Igarashi, que fue publicada 22 de enero de 2003 por Shinchōsha.
 La novela volvió a adaptarse el 26 de marzo de 2005, en un drama televisivo titulado "Negotiator", como un proyecto especial para Saturday Night at the Theater de TV Asahi. Dirigida por Hidetomo Matsuda.